# Patryk Walczak
Patryk Walczak (* 29. Juli 1992 in Stettin) ist ein polnischer Handballspieler.

## Karriere

### Verein
Patryk Walczak lernte das Handballspielen bei Kusy Stettin, bevor er 2008 zu SMS Gdańsk ging. Ab 2010 spielte er mit SMS Gdańsk in der zweiten polnischen Liga. 2011 wechselte der 1,98 m große Kreisläufer zum Erstligisten Pogoń Stettin, mit dem er am EHF-Pokal 2015/16 teilnahm. Im Sommer 2016 verpflichtete ihn der polnische Spitzenklub Vive Kielce, mit dem er 2017 die polnische Meisterschaft und den Pokal gewann sowie an der EHF Champions League und am IHF Super Globe 2016 teilnahm. In der Saison 2017/18 wurde er an den französischen Erstliga-Aufsteiger Massy Essonne HB ausgeliehen. Nach dem Abstieg mit Massy löste er den Vertrag mit Kielce auf und schloss sich im Sommer 2018 dem deutschen Zweitligisten TuS N-Lübbecke an. Nach Ablauf seines Zweijahresvertrages wechselte er zum nordmazedonischen Meister RK Vardar Skopje, mit dem er 2021 und 2022 Meisterschaft und Pokal gewann. Ab 2022 stand Walczak beim portugiesischen Erstligisten Sporting Lissabon unter Vertrag. Mit Sporting gewann er 2023 den portugiesischen Pokal. Im August 2023 wurde Walczak vom kroatischen Erstligisten RK Zagreb verpflichtet. Mit Zagreb gewann er 2024 und 2025 Meisterschaft und Pokal.

### Nationalmannschaft
Mit der polnischen Nationalmannschaft belegte Walczak bei der Weltmeisterschaft 2017 den 17. Platz, bei der Weltmeisterschaft 2021 den 13. Platz und bei der Europameisterschaft 2022 den 12. Platz. Insgesamt bestritt er mindestens 58 Länderspiele, in denen er 41 Tore erzielte.